# Polnische Festungszone in Ostoberschlesien

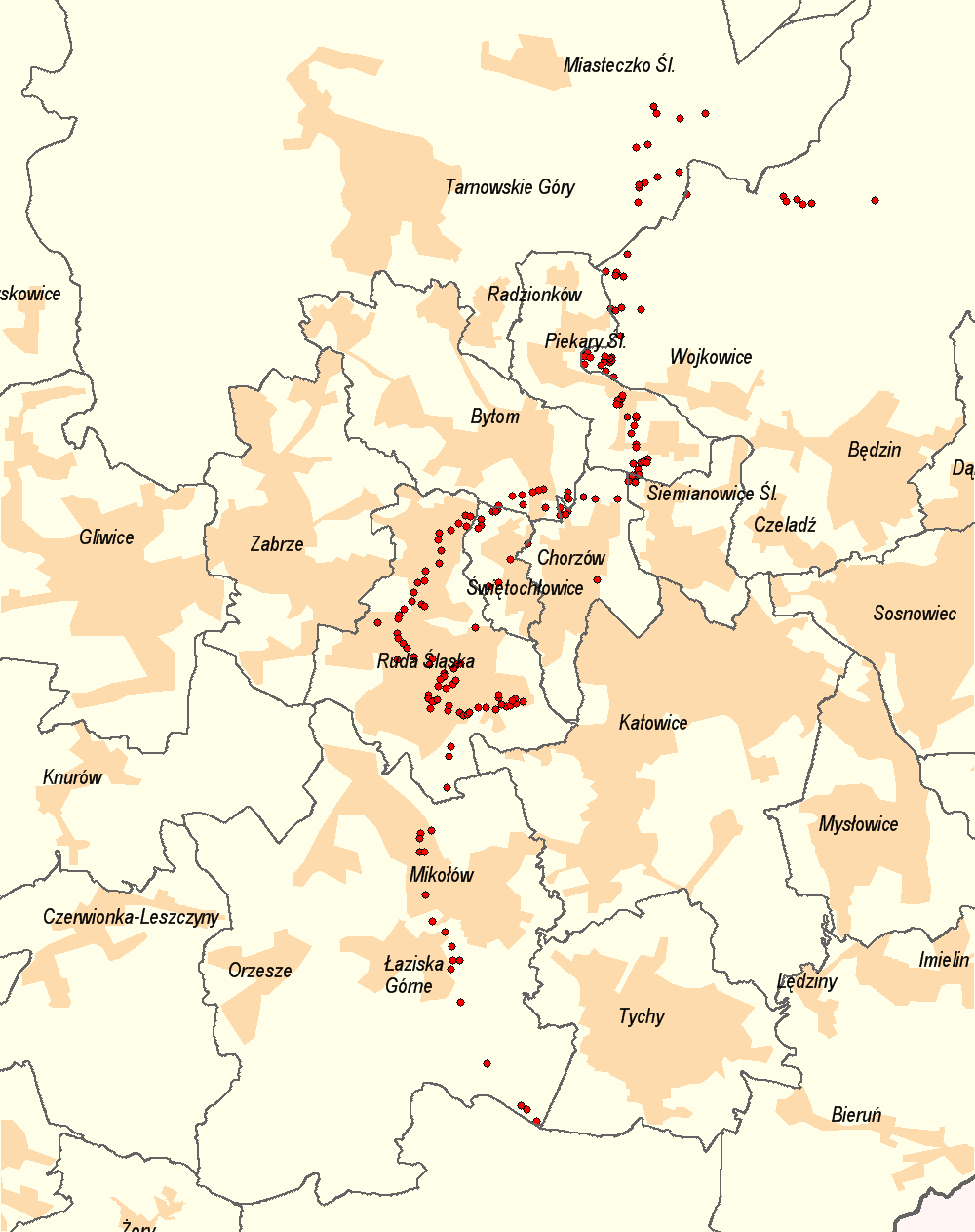
Karte der Festungslinie

Die polnische Festungszone in Ostoberschlesien (polnisch: Obszar Warowny Śląsk) umfasste eine Reihe von Bunker und sonstigen Befestigungsanlagen meistens innerhalb des seit 1920 geteilten Oberschlesiens. Die Anlagen wurden in der Zwischenkriegszeit in der polnischen Woiwodschaft Schlesien (einige Anlagen auch in der Woiwodschaft Kielce) angelegt und zogen sich über eine Länge von 60 Kilometern vom Dorf Przeczyce im Norden bis nach Wyry (deutsch Wyrow) im Süden entlang der Teilungslinie hin. Das Hauptquartier der Region wurde in Chorzów (dt. Königshütte) aufgestellt und sein Kommandant war General Jan Jagmin-Sadowski.

## Bilder

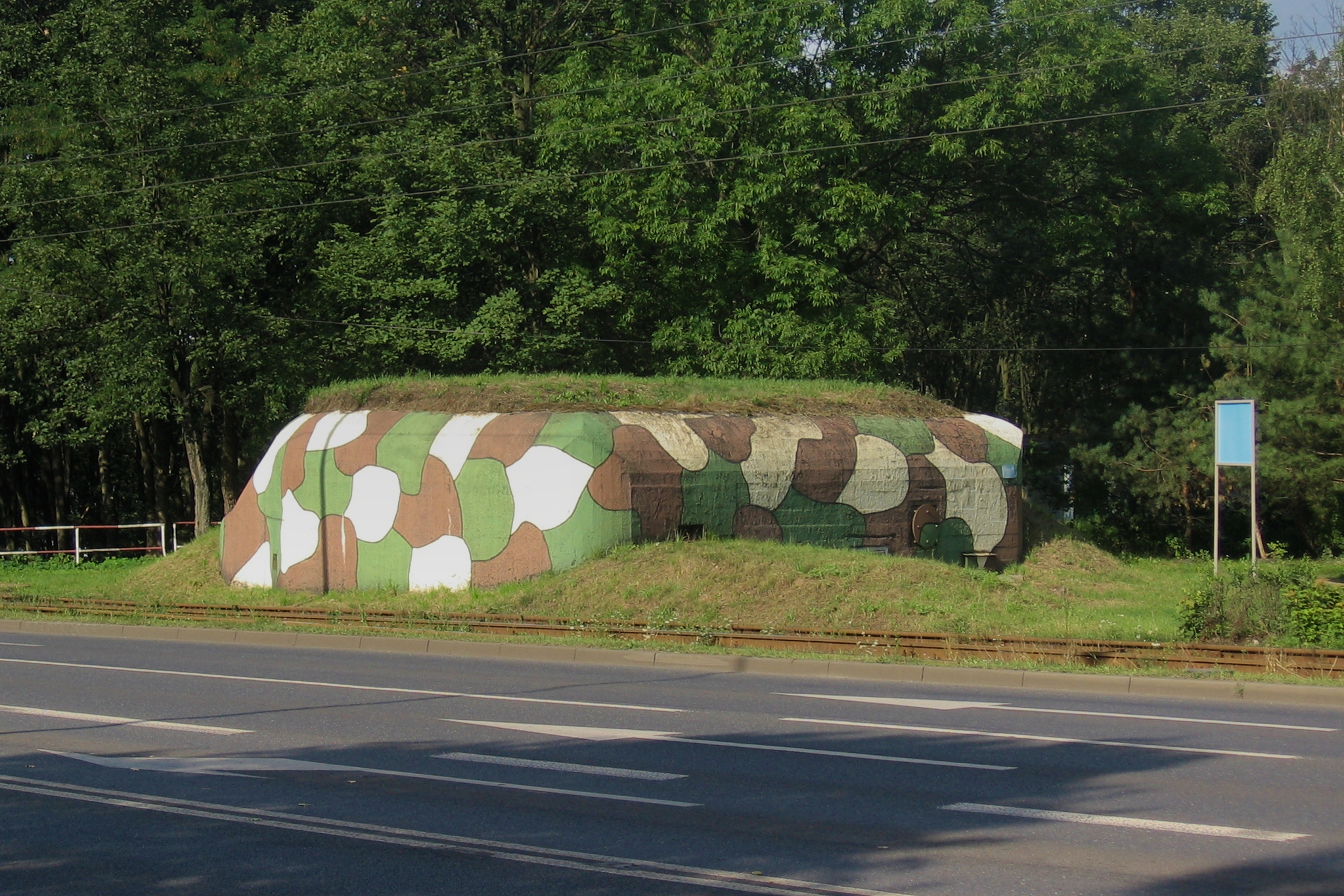
Bunker bei Lagiewniki
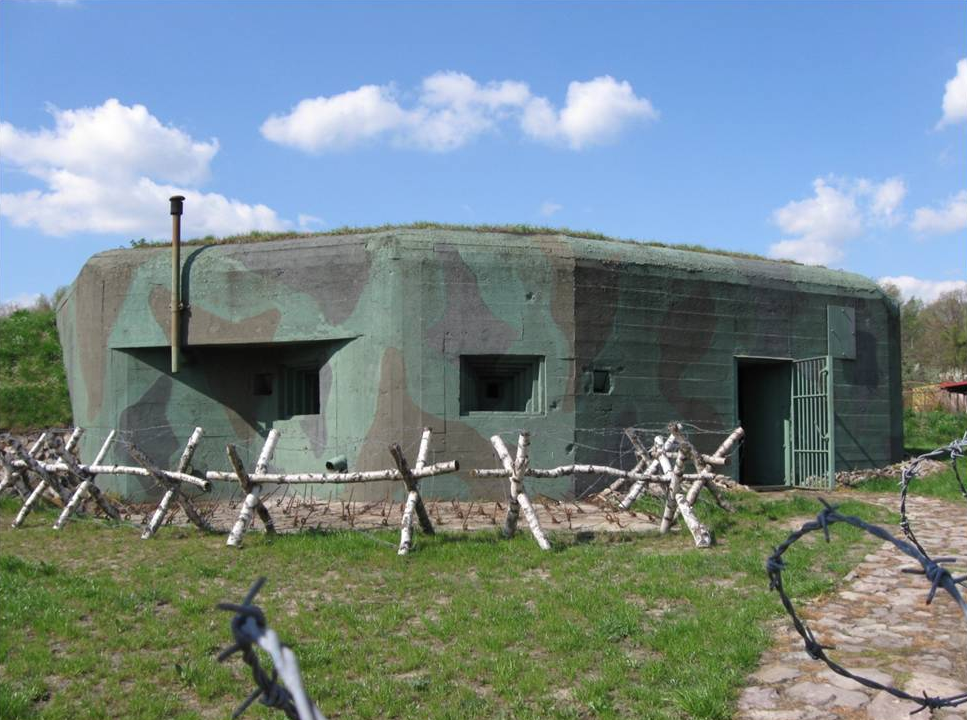
Verbunkerter Kampfunterstand Nr. 75 in Kochlowitz
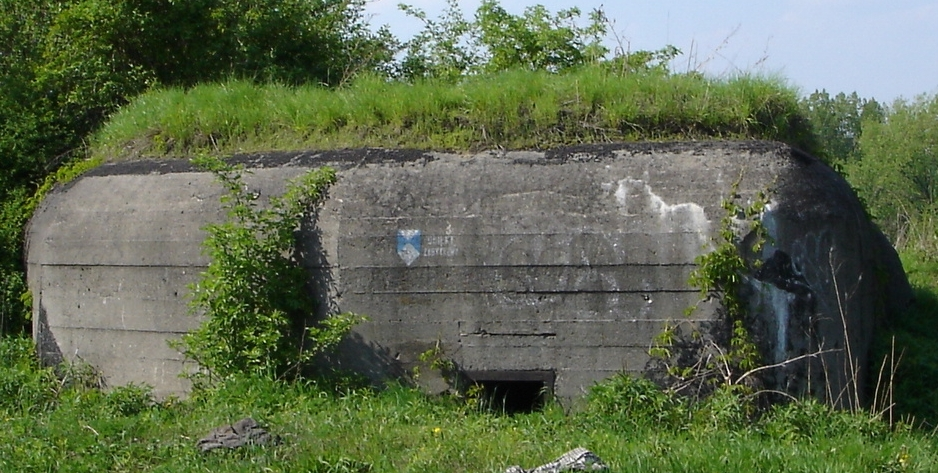
Bunker in der Krzyżowa-Straße in Lagiewniki
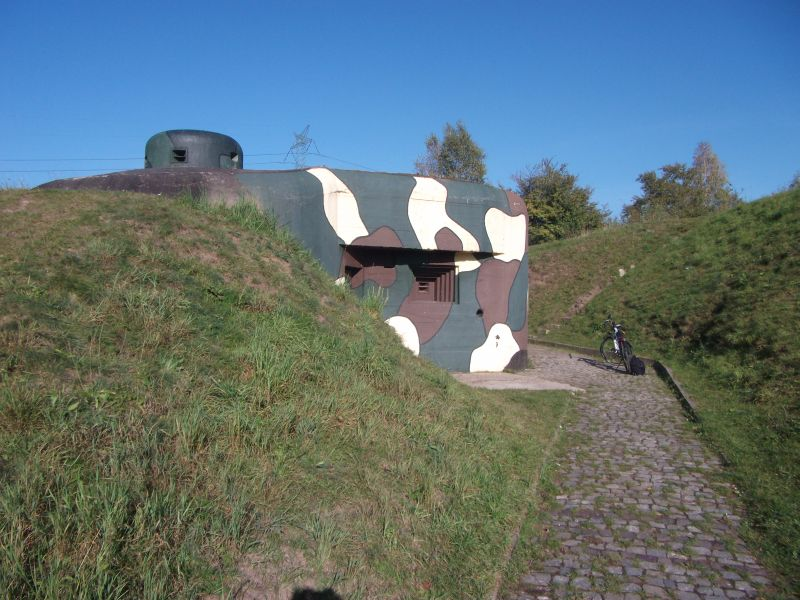
Verbunkerter Kampfunterstand Nr. 52 in Dobieszowice